# Wolfgang Neubauer

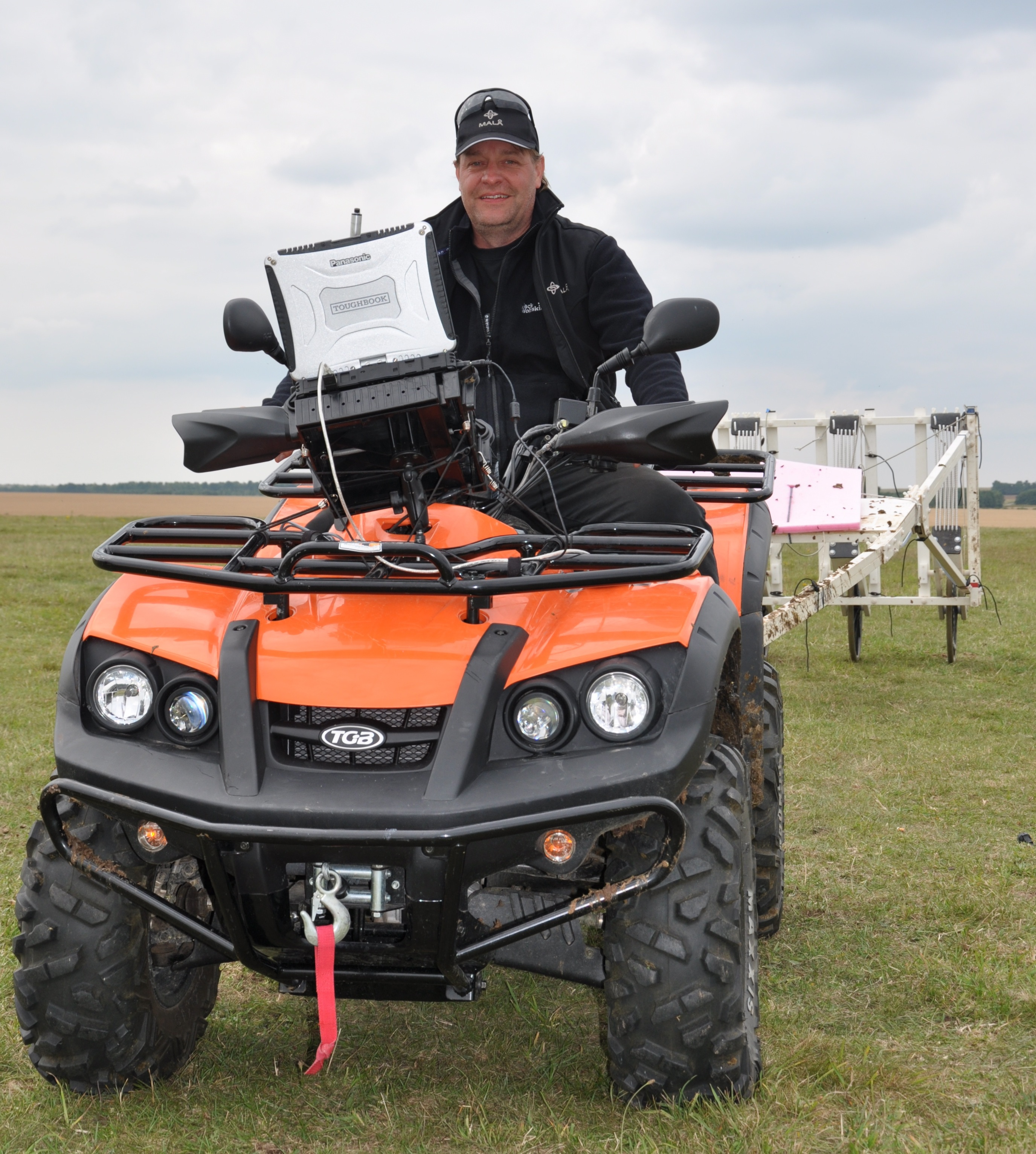
Wolfgang Neubauer in Stonehenge (2010)

Wolfgang Neubauer (* 14. September 1963 in Altstätten, Schweiz) ist ein österreichischer Archäologe. Er ist seit 2010 Direktor des Ludwig Boltzmann Instituts für Archäologische Prospektion und Virtuelle Archäologie und lehrt an der Universität Wien am Institut für Urgeschichte und historische Archäologie. Seine Forschungsschwerpunkte liegen in der archäologischen geophysikalischen Prospektion, virtuellen Archäologie, sowie Stratigraphie. Neubauer verfasste über 250 Wissenschaftliche Publikationen auch in Kooperation mit internationalen und nationalen Partnern.

## Leben und Werk
Neubauer studierte ab 1984 Ur- und Frühgeschichte, Archäometrie und Mathematik an der Universität Wien und ab 1985 Mathematik und Informatik an der Technischen Universität Wien.
1993 erhielt er den Magistergrad, im Jahr 2000 erfolgte die Promotion, im Jahr 2008 die Habilitation, jeweils an der Universität Wien. Sein Spezialgebiet ist die archäologische Prospektion und virtuelle Archäologie. 2007 sowie 2008 war Neubauer Forschungsassistent an der Technischen Universität Wien für Computer Graphics and Algorithms. Seit 2009 ist Neubauer als außerordentlicher Universitätsprofessor an der Universität Wien tätig, seit 2010 ist Neubauer außerdem Direktor des Ludwig Boltzmann-Instituts für Archäologische Prospektion und Virtuelle Archäologie. Seit 2012 ist Neubauer auch Vizedirektor der VIAS – Vienna Institute for Archaeological Science.
Neubauer beschäftigt sich seit Beginn seiner Karriere mit neuen Methoden der digitalen Grabungsdokumentation. Die Stratigraphie ist eine der Spezialgebiete Neubauers. Er entwickelte gemeinsam mit seinem Team den Harris Matrix Composer (HMC+), mit dem es möglich ist, die Stratifikation einer archäologischen Ausgrabung digital aufzuzeichnen.
Neubauer ist sowohl national als auch international weit in den Medien mit seiner Expertise vertreten.

## Ehrungen
2005 erhielt er die Niederösterreichische Landesausstellungsmedaille, 2015 wurde er vom Klub der Bildungs- und Wissenschaftsjournalisten zum österreichischen Wissenschafter des Jahres gewählt. Seit 2017 ist er korrespondierendes Mitglied der Österreichischen Akademie der Wissenschaften. Seit 2019 ist er außerdem Mitglied der Society of Antiquaries of London.

## Forschungsprojekte

### Geophysikalische Prospektion
Neubauer ist international für seine Geophysikalischen Prospektionsmethoden gefragt. 2010 bis 2014 leitete Neubauer gemeinsam mit britischen Universitäten die Stonehenge Case Study, bei der großflächig das Areal um Stonehenge untersucht wurde. Dabei konnten zahlreiche jungsteinzeitliche Monumente entdeckt werden. Weitere großflächige Forschungsprojekte leitete Neubauer auf Birka, einer schwedischen Insel, die von den Wikingern besiedelt war. Weiters war Neubauer Projektleiter bei zahlreichen archäologischen Prospektionsmessungen wikingerzeitlicher Schiffe in Norwegen (Oseberg und Gokstad) sowie beim Besiedlungsplatz Borre, wo ein wikingerzeitliches Langhaus mit 47 Metern Länge mithilfe der Geophysikalischen Prospektion gefunden werden konnte.
Weitere internationale Forschungsprojekte mit Fokus auf die geophysikalische Prospektion führte Neubauer in Fyrkat, Aggersborg, Uppsala, Uppåkra, Kaupang (Begriff), Pliska, Odense sowie beim Kaisergrab von Tang Taizong in Shanxi mit dem Ludwig Boltzmann Institut für Archäologische Prospektion und Virtuelle Archäologie und internationalen Partnern durch.
Seit 2011 forscht Neubauer mit seinem Team in Carnuntum, welches großflächig mit geophysikalischen Prospektionsmethoden untersucht wurde. Im selben Jahr konnte eine Gladiatorenschule mit der modernen Technologie gefunden werden, welche 2014 unter der Leitung Neubauers auch ausgegraben wurde.

### Remote Sensing
Neben Neubauers Entwicklungen in der Geophysikalischen Prospektion beschäftigt er sich mit der 3D-Dokumentation Historischer Monumente von der Prähistorik bis in die Neuzeit. Aber auch zum Auffinden neuer archäologischer Fundstätten wird der Laserscanner von Neubauer in seinen Forschungen eingesetzt sowie für Dokumentationsverfahren während archäologischer Ausgrabungen, was Neubauer ebenfalls im Laufe seiner Karriere selbst initiiert hat und damit die Archäologie in das digitale Zeitalter gebracht hat.
So war es Neubauer Anfang der 2000er Jahre möglich, die Cheops-Pyramide sowie die Sphinx mithilfe eines Laserscanners zu dokumentieren. Weitere Tätigkeiten im Laserscanning führte Neubauer in Ephesos durch, mitunter auch die berühmte Celsus-Bibliothek, wodurch das gesamte Areal mit 3D-Dokumentationsverfahren aufgezeichnet werden konnte. Weitere Dokumentationsarbeiten mittels Laserscanner führte Neubauer durch in (nur ausgewählte Fundorte):
- Bermuda
- den Felsritzungen von Tanum
- im Salzbergwerk Hallstatt
- Shanxi
- Stephansdom
- Spitzbergen
- Altstätten

### Ausgrabungen (Auswahl)
Neubauer beschäftigt sich seit Beginn seiner archäologischen Laufbahn mit jungsteinzeitlichen Monumenten, den Kreisgrabenanlagen. Er war bei zahlreichen Projekten Leiter und Mitwirkender, etwa bei der Untersuchung der Kreisgrabenanlagen in Kamegg, Heldenberg, Velm (Gemeinde Himberg) oder Hornsburg. Dabei ist Neubauer stets die Öffentlichkeitsarbeit und Kulturvermittlung wichtig, weswegen im Heldenberg eine Rekonstruktion einer Kreisgrabenanlage zu sehen ist.
Weiters ehemalige Grabungsprojekte in
- Horten (Norwegen)/Borre
- Ruine Falkenstein in Sankt Gilgen am Wolfgangsee
- die Gladiatorenschule in Carnuntum (Zivilstadt)
- Flums-Gräpplang, Schweiz
- Hallstatt
- Roseldorf

Seit Mitte der 1990er Jahre ist Neubauer wissenschaftlicher Projektleiter in Schwarzenbach (Niederösterreich). Neben seinen Tätigkeiten als Grabungsleiter schuf er ein keltisches Freilichtmuseum und ist für die Ausstellungskonzeption sowie Öffentlichkeitsarbeit verantwortlich.

### Ausstellungen
Neubauer ist neben seinen Forschungstätigkeiten auch in Kulturvermittlung tätig und konzipiert seit Jahren Ausstellungskonzepte für einige Projekte.
2016 konzipierte er mit dem Ludwig Boltzmann Institut für Archäologische Prospektion und Virtuelle Archäologie für das Museumszentrum Mistelbach (MAMUZ) eine Stonehenge-Ausstellung über seine Forschungen und neuesten Erkenntnisse. Diese Ausstellung war ab 2021 im LWL-Museum für Archäologie in Herne in Kooperation mit Neubauer zu sehen. 2017 war Neubauer Kurator für die Ausstellung im Midgard Museum in Borre, Norwegen und ist somit auch international sehr gefragt.
2003 war Neubauer Projektleiter der Niederösterreichische Landesausstellung mit dem Thema "Geheimnisvolle Kreisgräben" am Heldenberg, wo er auch die archäologische Ausstellung konzipierte und eine vollständige Rekonstruktion einer Kreisgrabenanlage durchführte.
Weiters konzipiert er seit Anfang 2000 das keltische Freilichtmuseum in Schwarzenbach (Niederösterreich), wo er selbst seit Anfang der 1990er Jahre Wissenschaftlicher Leiter des Fundortes ist, mit rekonstruierten Gebäuden der Kelten. Andere Ausstellungskonzepte erstellte Neubauer für die Römerzeitliche Fundstelle Flavia Solva, wo zahlreiche Geophysikalische Prospektionsmessungen unter ihm stattfanden.

## Schriften (Auswahl)
- A. Bornik, M. Wallner, A. Hinterleitner, G. Verhoeven, W. Neubauer: Integrated Volume Visualisation of Archaeological Ground Penetrating Radar Data. In: Robert Sablatnig und Michael Wimmer (Hrsg.): Proceedings of the 16th Eurographics Workshop on Graphics and Cultural Heritage (GCH 2018). Vienna, Austria, 12.-14.11.2018. The Eurographics Association, Aire-la-Ville 2018, S. 231–234. doi:10.2312/gch.20181368
- Magnetische Prospektion in der Archäologie. (= Mitteilungen der Prähistorischen Kommission. 44). Verlag der Österreichischen Akademie der Wissenschaften, Wien 2001, ISBN 3-7001-3009-0.
- Vincent Gaffney, Eamonn Baldwin, Martin Bates, C. Richard Bates, Christopher Gaffney, Derek Hamilton u. a.: A Massive, Late Neolithic Pit Structure associated with Durrington Walls Henge. In: Internet Archaeology. 2020, (doi.org)
- Kreisgrabenanlagen (4850/4750 – 4650/4500 BC). In: Eva Lenneis (Hrsg.): Erste Bauerndörfer – älteste Kultbauten. Die frühe und mittlere Jungsteinzeit in Niederösterreich. (= Archäologie Niederösterreichs). Verlag der Österreichischen Akademie der Wissenschaften, Wien 2017, ISBN 978-3-7001-8220-7, S. 276–296.
- F. Humer, W. Neubauer, A. Konecny, E. Nau, N. Fuchshuber: Die Grabungen 2014 im Bereich der Gladiatorenschule von Carnuntum. In: Carnuntum Jahrbuch 2014. 2016, S. 167–172.
- Middle Neolithic Ritual Enclosures in Austria 4800-4500 BC. In: Alex Gibson (Hrsg.): Enclosing the Neolithic. Recent studies in Britain and Europe British. (= BAR International Series. 2440). Archaeopress, Oxford 2012, ISBN 978-1-4073-4019-7.
- Michael Doneus, Wolfgang Neubauer. GIS-based documentation of stratigraphic excavations using terrestrial laser scanners. In: P. Anreiter u. a.: Mining in European History. Innsbruck 2009, ISBN 978-3-902719-69-0, S. 90.
- W. Neubauer, A. Eder-Hinterleitner, S. Seren, P. Melichar: Georadar in the Roman Civil Town Carnuntum / Austria: An approach on archaeological interpretation of GPR data. In: Archaeological Prospection. Band 9, 2002, S. 135–156.
- Flums-Gräpplang. Eine spätbronzezeitliche Siedlung in der Schweiz. Band 1: Rebberg Ost, Grabung 1967–1982. Buchs 1995, ISBN 3-908048-24-2.
- GIS in Archaeology – The Interface between Prospection and Excavation. In: Archaeological Prospection. Band 11, 2004, S. 159–166.[10]

## Dokumentationen (Auswahl)
- Carnuntum - Stadt der Gladiatoren[11]
- Stonehenge - Das verborgene Reich[12]
- Das Rätsel der Kreisgräben[13]
- Rätsel der Steinzeit[14]
- Virtuelle Archäologie (Schwarzenbach) - P.M.[15]
- Virtuelle Archäologie mit Andreas Jäger
- High-Tech Archäologie lüftet Geheimnis der Kreisgrabenanlagen (Newton ORF)
- Wikingerschiff (Nano, 3sat)